# Пошта Центральної Африки
Пошта Центральної Африки (фр. Office national des postes et de l'épargne) — національний оператор поштового зв'язку Центральноафриканської Республіки зі штаб-квартирою в Бангі. Є державним підприємством та підпорядковується уряду ЦАР. Член Всесвітнього поштового союзу.